# 북키프로스의 대외 관계
북키프로스는 튀르키예만 승인하고 있으며, 국제 사회와의 접점 대부분도 튀르키예가 제공한다. 튀르키예의 점령 이후 북키프로스의 대외 관계는 북키프로스의 독립이 법률적으로 인정되지 않음을 선포한 유엔 결의안에 의해 상당히 복잡한 상태이다. 키프로스 분쟁을 해결하기 위한 2004년 키프로스 아난 계획 국민투표가 튀르키예계 키프로스인에게는 찬성을 받았지만 그리스계 키프로스인의 거부로 부결된 후 유럽 연합은 북키프로스의 경제적 고립을 감소시키기 위해 대외 원조를 개시했으나, 그리스와 키프로스 공화국의 압력으로 키프로스 인구 중 29%, 사실상 북키프로스 정부의 통제 하에 있는 사람들에게만 원조가 주어지고 있다.
현재 다방면에서 북키프로스에 대한 제재가 발효 중이며, 이로 인해 북키프로스의 국제적 입지가 상당한 영향을 받고 있다.

## 국제적 인정
튀르키예만이 유일하게 북키프로스를 국가로 승인하고 있다. 튀르키예는 북니코시아에 대사관이 있으며, 북키프로스도 앙카라에 대사관이 있다.
2005년 감비아의 대통령 야히아 자메는 북키프로스의 독립을 인정할 준비가 되었다고 밝혔으나, 키프로스 정부의 항의를 받고 결국 독립을 인정하지 않았다. 아제르바이잔의 나흐츠반 자치 공화국도 북키프로스의 독립을 인정하고 있지만, 아제르바이잔은 독립을 인정하지 않고 있다.

### 승인 철회
1983년 방글라데시와 파키스탄은 유엔 안전 보장 이사회 결의 제541호의 채택 및 국제적 압력 증가로 북키프로스에 대한 승인을 철회하였다.

## 외교적 대표단
현재 튀르키예만이 북키프로스에 공식 대사관이 있으며, 북키프로스는 튀르키예에 대사관과 영사관이 있다. 북키프로스는 튀르키예 이외에도 다양한 나라에 비공식 재외공관이 있으며, 재외공관이 없는 나라에서는 튀르키예가 북키프로스의 이익을 대변한다.
북니코시아에는 영국의 키프로스 고등판무관과 미국의 키프로스 대사의 공식 거주지가 있지만, 이 거주지는 1963년 이전부터 사용했기 때문에 공식적인 북키프로스 인정은 아니다. 이와 같은 상황인 나라는 오스트레일리아, 프랑스, 독일, 대한민국이 있다.
2015년 5월 북니코시아에서 튀르키예계 키프로스인을 유럽 연합에 더 가까이 데려오기 위한 유럽 연합 인포포인트 사무소가 출범했다.

## 외교부 장관
현재 북키프로스 외교부 장관은 쿠드레트 외제르사이로, 2018년부터 직책을 맡고 있다.

## 쌍방 관계

### 유럽

#### 키프로스 공화국
키프로스 공화국은 북키프로스의 독립을 인정하지 않으며, 유엔 안전 보장 이사회의 결의 등 국제기구의 정책을 내세우며 다른 국가의 북키프로스 인정을 적극적으로 막고 있다. 키프로스 정부는 북키프로스 정부를 "튀르키예의 군사적 점령 지역"이나 "튀르키예의 괴뢰국" 등으로 칭하고 있다.
키프로스 공화국과 북키프로스 사이에는 국경을 통과할 수 있는 지점이 9개가 있으며, 2004년 4월 그린 라인 규정이 발효되면서 2004년 5월부터 관광객 일부가 항공편으로 키프로스로 도착한 후 그린 라인을 통과해 북키프로스로 향하기도 하고 있다.
지중해 동부에서 튀르키예의 석유 굴착 작업이 최근 들어 문제로 부상했는데, 키프로스 공화국과 유럽 연합은 키프로스의 배타적 경제 수역이므로 불법이라고 주장하는 데 반해 튀르키예는 북키프로스의 수역이므로 문제가 없다는 입장을 고수하고 있다.

#### 튀르키예

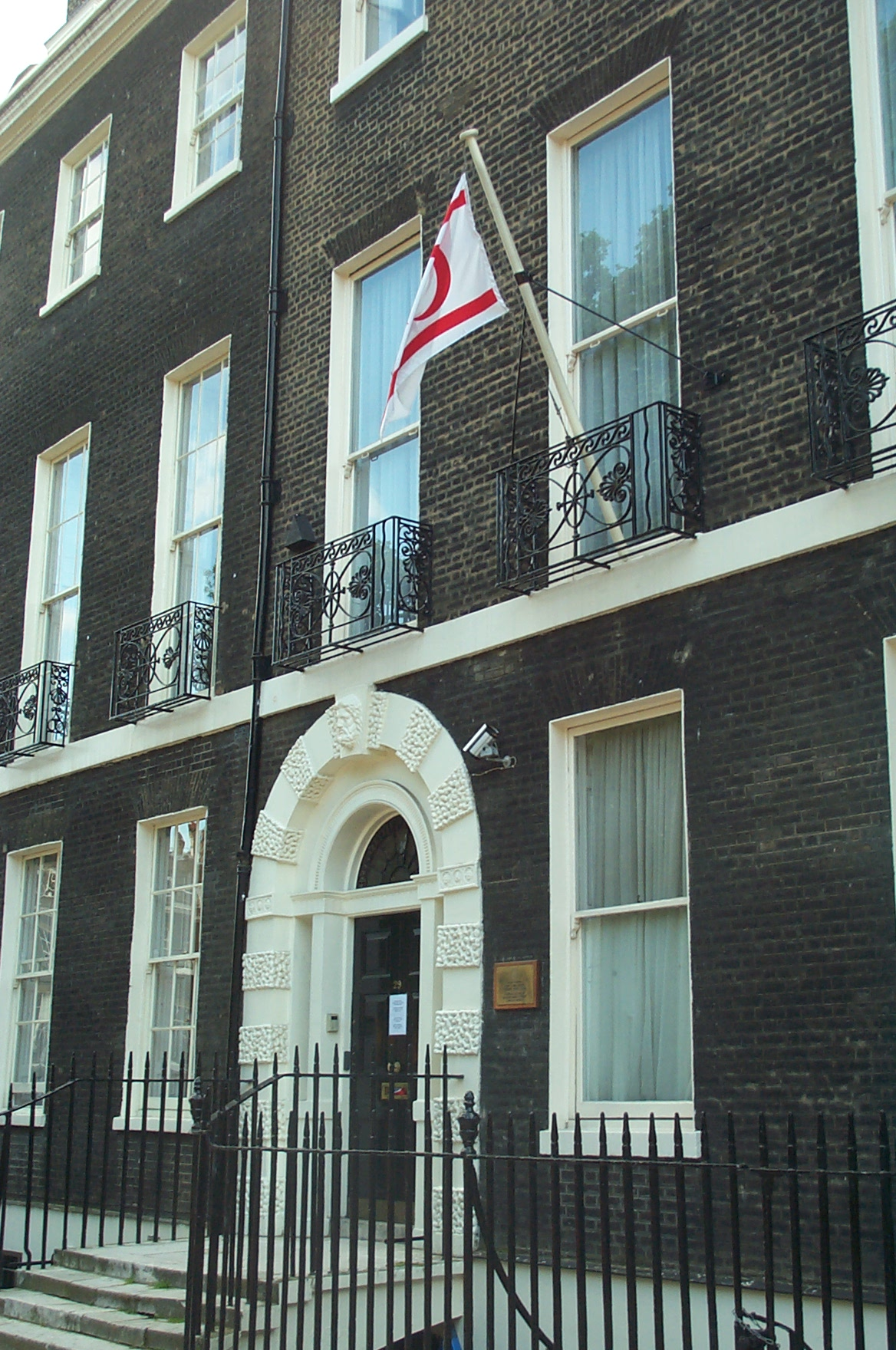
런던의 북키프로스 사무소.

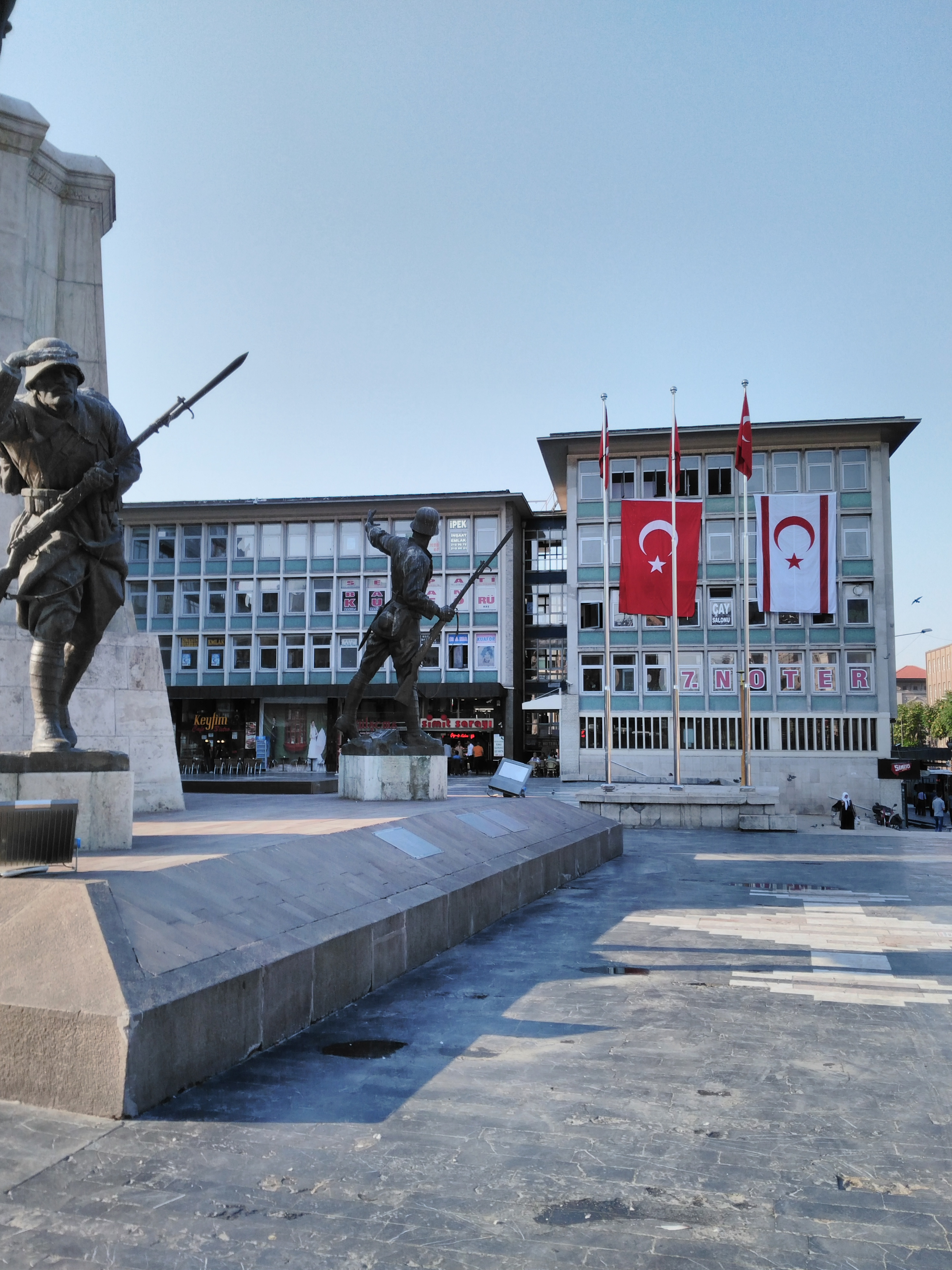
앙카라에 걸린 북키프로스의 국기.

튀르키예는 키프로스 공화국 정부를 인정하지 않으며, "그리스계 키프로스 정부"라고만 칭하고 있다.
2011년 9월 21일 뉴욕에서 튀르키예와 북키프로스 간 EEZ 협정이 체결되었다.
2018년 1월 북키프로스의 총리 휘세인 외즈귀르귄은 인민수호부대를 대상으로 한 튀르키예의 시리아 북부 침공을 지지하는 발언을 하였다.

#### 그리스
그리스 정부도 키프로스 정부와 마찬가지로 북키프로스 정부를 인정하지 않으며, "튀르키예의 점령 지역"이나 "튀르키예 측"으로 칭한다. 북키프로스는 그리스를 그리스 측 정부의 보호자로 간주하며, 키프로스 문제 해결을 위한 책임을 지라고 주장하고 있다.
2014년 튀르키예계 키프로스 대표 쿠드레트 외제르사이는 그리스 외교부 사무총장 아나스타시오스 미치알리스의 영접을 받았다.

#### 러시아
2008년 2월 러시아의 대통령 블라디미르 푸틴은 북키프로스의 상황을 코소보의 상황과 동일시하며, 코소보의 독립은 인정하나 북키프로스의 독립은 인정하지 않는 유럽의 이중잣대를 비판하였다.
2008년 9월 2일 주튀르키예 러시아 대사는 튀르키예가 남오세티아와 압하지야의 독립을 인정한다면 러시아 또한 북키프로스의 독립을 인정할 것이라고 밝혔으나, 이후 러시아 외교부 장관 세르게이 라브로프는 이 발언을 부정하였다.

#### 영국
2017년 2월 3일 영국의 고등법원은 "영국의 법에는 정부가 북키프로스의 인정을 거부하라는 의무가 명시되어 있지 않다. 유엔 자체는 북부 키프로스 사법기관과 협력하고 있으며 섬의 두 지역 간의 협력을 촉진하고 있다"라고 밝혔다. 북키프로스 정부 요인들은 유럽 연합 기득권이 더 이상 영국에 적용되지 않으므로, 북키프로스와 영국은 1994년 이전 유럽인권법원 시대처럼 무역이 이뤄질 가능성이 있으므로 브렉시트를 대비해야 한다고 발표했다.

#### 코소보
2008년 2월 18일 북키프로스의 대통령 메흐메트 알리 탈라트는 코소보의 독립을 축하하였다. 이는 튀르키예가 코소보의 독립을 인정한 것과 같은 맥락이며, 키프로스 공화국이 코소보의 독립 선언을 인정할 수 없다고 밝힌 것과 대조된다. 하지만 대통령 대변인 하산 에르자키자는 북키프로스가 코소보를 독립국으로 인정할 준비는 하고 있지 않다고 밝혔다. 키프로스 공화국은 국제사법재판소가 코소보의 독립 선언이 불법이 아니라고 판결한 점을 들며 코소보와 북키프로스의 상황은 같지 않다고 발표했다. 일각에서는 코소보의 독립 인정이 북키프로스의 독립을 인정하는 근거가 될 수 있다고 주장한다.

### 이외

#### 기니
2008년 기니의 경제부 장관 우스만 도레는 북키프로스를 방문하여 북키프로스 외교부 장관 투르가이 아브지와 회담을 가졌다.

#### 리비아
2011년 10월 30일 북키프로스와 리비아는 보건 협력 협약을 맺었으며, 협약 내용은 북니코시아의 근동 대학교 병원에 부상입은 리비아인들의 치료를 위해 침대 250개를 남겨 둔다는 것이었다.
이 협약으로 리바아가 북키프로스를 비공식적으로나마 국가로서 인정한다는 관점이 있다.

#### 미국

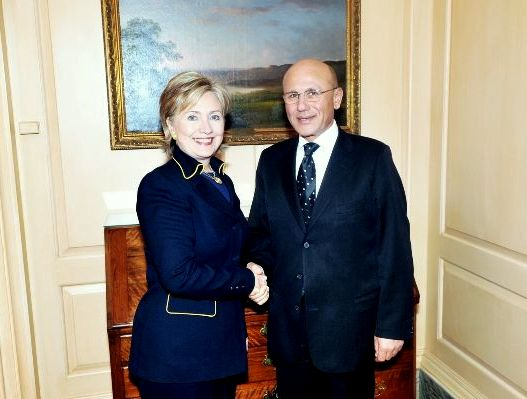
2009년 4월 15일 워싱턴 D.C.에서의 미국의 국무장관 힐러리 클린턴과 북키프로스 대통령 메흐메트 알리 탈라트.

미국은 1984년 유엔 안보리의 키프로스에서의 "분리독립 운동" 규탄에 대한 결의안 표결에서 기권하였다. 북키프로스는 워싱턴 D. C.에 대표사무소가 있으며, 실질적으로 유엔에서의 대표단 역할도 하고 있다.

#### 아제르바이잔
아제르바이잔의 월경지인 나흐츠반 자치 공화국은 1990년대 중반 북키프로스의 독립을 인정하는 결의안을 내놓았지만, 아제르바이잔은 나고르노카라바흐 문제로 키프로스 공화국을 인정하고 있다. 아제르바이잔은 북키프로스에 호의적이지만, 공식적으로 북키프로스를 인정한다면 키프로스 공화국이 아르차흐 공화국을 인정할 것으로 예상되기 때문에 인정을 주저하고 있다.

#### 적도기니
2011년 및 2012년 북키프로스의 대통령 데르비스 에로글루와 적도기니의 대통령 테오도로 오비앙 응게마 음바소고는 미국 뉴욕에서 회담을 가졌다.

#### 키르기스스탄
2008년 키르기스스탄 지진에서 북키프로스는 키르기스스탄에게 텐트, 담요, 식량, 발전기, 의류, 건축 재료 (시멘트나 벽돌 등) 등을 제공하였다.
2016년 북키프로스-키르기스스탄 간 경제 포럼이 키르기스스탄에서 개최되었다.

#### 파키스탄
2017년 2월 북키프로스 대통령 무스타파 아큰즈는 파키스탄 대통령 맘눈 후세인으로부터 영접을 받았다.

## 국제기관에서의 지위
1994년 북키프로스는 튀르크 문화 국제 기구에 준회원(옵서버)으로 가입하였다.
2004년 북키프로스는 이슬람 협력 기구에 "튀르크 키프로스국"이라는 이름으로 준회원으로 가입하였다. 2017년 사우디아라비아에서 열린 이슬람 협력 기구 회담에서 최초로 공식 국명인 "북키프로스 튀르크 공화국"으로 칭해졌다.
2004년 튀르키예계 키프로스인 공동체가 키프로스의 대표로서 유럽 평의회 입법회의에서 "준회원 자격"을 얻었다. 이후부터 북키프로스 의회에서 입법회의에 참여할 대표 2명을 선출하고 있다.
2013년 10월 16일 북키프로스는 "튀르크 키프로스국"이라는 이름으로 경제 협력 기구의 준회원이 되었다. 2017년 파키스탄에서 열린 회담에서 최초로 공식 국명인 "북키프로스 튀르크 공화국"으로 칭해졌다.
2013년 북키프로스 적신월사가 국제 적십자사·적신월사 연맹의 준회원이 되었다.

## 같이 보기
- 북키프로스의 재외공관 목록
- 북키프로스 주재 외국공관 목록
- 튀르키예계 키프로스 디아스포라